# 罗柔
羅柔（1456年—？），字文徽，直隸常州府無錫縣人，明朝政治人物。

## 生平
成化十九年（1483年）癸卯科應天府鄉試第五十一名舉人。弘治三年（1490年）中式庚戌科會試第七十九名，二甲第八十二名進士。正德五年（1510年）接替任福建建宁府知府一职，正德十二年(1517年)由张文麟接任。

## 家族
曾祖羅常；祖父羅名；父羅森，母戈氏。严侍下。